# پیتزو پلوسو
پیتزو پلوسو (به لاتین: Pizzo Peloso) یک کوه در سوئیس است که در کانتون تیچینو واقع شده‌است. پیتزو پلوسو ۲٬۰۶۴ متر بالاتر از سطح دریا واقع شده‌است.